# Аргон-11С
Аргон-11С — бортовий комп'ютер (за термінологією, прийнятою у СРСР — бортова цифрова обчислювальна машина, БЦОМ). Використовувався в космічній промисловості в програмах Зонд, Н1-Л1.
Сконструйований та запущений в експериментальне виробництво в 1968 році.
Політ космічного корабля складається з кількох фаз, у кожній з яких потрібен точний розрахунок у реальному масштабі часу великої кількості параметрів роботи бортових систем. Через непередбачуваність умов польоту, автоматика на програмно-часових пристроях виявляється непридатною. Для гнучкості керування і можливості програмування і знадобилася цифрова ЕОМ. Аналогічні системи для військових застосувань (наприклад, «Аргон-1», розроблені в НДІЕМ для мобільного оперативно-тактичного ракетного комплексу «Точка»), довели свою ефективність в керуванні складними процесами у режимі реального часу.
У «Аргон-11С» вперше в практиці створення бортових ЕОМ була застосована схема резервування вузлів, яка іменувалася потрійною системою з мажоритуванням (рос. троированная структура с мажоритированием).

## Конструкція
Структурно «Аргон-11С» складався з трьох однакових функціональних блоків, які працюють паралельно і незалежно один від одного. На входи кожного блоку (всього їх було 28) надходила абсолютно однакова інформація від датчиків телеметрії. На її основі кожен блок виробляв більше сорока керуючих сигналів.
Ще однією важливою особливістю «Аргон-11С» було застосування інтегральних схем. Спеціально для цієї серії фахівцями НІІЕМ спільно з інженерами науково-дослідного інституту точної технології НІІТТ були розроблені гібридні інтегральні схеми серії «Тропа» — фактично перші радянські інтегральні схеми.
Конструктивно друковані плати зі схемами «Тропа» для кожного з трьох обчислювальних вузлів «Аргон-11С» збиралися в багатосторінкову «книжку», корінцем якої були шлейфи міжмодульних зв'язків. Вся ця «бібліотека» жорстко монтувалася на спеціальному шасі, яке охолоджувалося за допомогою вентилятора. З урахуванням потрійного резервування маса машини становила 34 кілограми.

### Принцип роботи
Кінцеві управляючі дії формувалися за мажоритарним принципом: якщо на двох з трьох виходів вони були однакові, а на третьому відрізнялися, то за основу бралися значення, вироблені більшістю. Такий підхід суттєво підвищував надійність машини. Імовірність безвідмовної роботи двох із трьох її модулів становить 0,999 протягом восьми діб польоту космічного апарата до Місяця і назад.
Конструкція тройованої схеми «Аргон-11С» була настільки вдалою, що надалі вона була повторена у комп'ютері «Аргон-16», що використовувалася у різних космічних апаратах понад 25 років. Близько трьохсот екземплярів «Аргон-16» працювали в «Союзах» різних модифікацій, транспортних кораблях «Прогрес», орбітальних станціях «Салют», «Мир», «Алмаз, та в кораблях ТКС.

## Програмне забезпечення
- Набір стандартних програм.
- Робочі програми.
- Програма контрольної задачі для випробувань дослідних зразків.

## Технічні характеристики
- Представлення чисел: з фіксованою комою
- Розрядність чисел: 14 розрядів (слово) 32 розряду (подвійне слово)
- Розрядність команд: 17 розрядів
- Кількість команд: 15
- Час виконання операцій: додавання — 30 мкс; множення — 160 мкс
- Обсяг оперативної пам'яті: 128 чотирнадцятирозрядних слів
- Обсяг постійної пам'яті: 4096 сімнадцятирозрядних слів
- Система переривань: одного рівня від 16 джерел з динамічним встановленням пріоритету
- Кількість реєстрових одноканальних входів для кожного каналу: 25
- Кількість рахункових, інформаційних входів з ємністю 64 сигналів: 3
- Кількість реєстрових одноканальних виходів: 40
- Контроль: програмний і тестовий[що це?]

## Експлуатаційні характеристики
| Групи експлуатації:          | 5.2 та 5.4 за ГОСТ В20.36.304, 305, 306;                                      |
| Діапазон робочих температур: | від 0 до 40 ° С;                                                              |
| Тиск зовнішнього середовища: | від 400 до 1000 мм рт.ст.;                                                    |
| Вібраційні навантаження:     | до 10 g (від 1 до 2500 Гц);                                                   |
| Габарит:                     | 305х305х550 мм;                                                               |
| Об'єм:                       | 145 куб.дм;                                                                   |
| Маса :                       | 34 кг;                                                                        |
| Споживана потужність:        | 75 Вт;                                                                        |
| Час безперервної роботи:     | 2 год 40 хв;                                                                  |
| Надійність:                  | ймовірність відсутності відмов у двох каналах протягом 8 діб становить 0,999; |

## Виробництво
Виготовлявся дослідним виробництвом НДІЕМ. Випущений 21 зразок.

## Використання
Аргон-11С став першим у СРСР бортовий комп'ютером з потроюванням апаратури.
Початкове призначення — автоматичне керування польотом космічного апарата під час обльоту Місяця і спуску на Землю (програма «Зонд»). Апарати серії «Зонд», сконструйовані на основі пілотованого корабля «Союз 7К-Л1», повинні були дослідити можливість висадки на Місяці радянських космонавтів.